# Nicoleta Albu
Nicoleta Albu (* 10. August 1988 in Brăila, Rumänien) ist eine rumänische Ruderin. Sie ist siebenfache Europameisterin sowie Olympiateilnehmerin für Rumänien.

## Karriere
Erste internationale Erfolge konnte Albu bei drei Teilnahmen an den Weltmeisterschaften der Junioren in den Jahren 2004 bis 2006 erreichen, wo sie drei Medaillen gewann. Bei den Junioren-Weltmeisterschaften 2006 gewann sie die Bronzemedaille im Zweier ohne Steuermann. Im ersten Jahr der Senioren-Altersklasse gewann sie eine Bronzemedaille bei den neu eingeführten Ruder-Europameisterschaften 2007 in Posen zusammen mit Adelina Cojocariu anschließend gewann sie mit Andreea Harpa die Silbermedaille im Zweier ohne Steuerfrau bei den U23-Weltmeisterschaften. Mit Adelina Cojocariu gewann sie den Titel im Zweier ohne Steuerfrau bei den U23-Weltmeisterschaften 2008 und 2009 sowie die Silbermedaille 2010. Sie wurde gleichzeitig auch Stammkraft des rumänischen Frauen-Achters der offenen Altersklasse, der in den Jahren 2009 und 2010 zwei EM-Titel und zwei WM-Medaillen gewann. Albu startete in diesen Jahren zusätzlich zum Achter auch im Zweier ohne Steuerfrau zusammen mit Camelia Lupașcu und gewann in dieser Klasse zwei weitere EM-Titel und eine WM-Silbermedaille.
2011 und 2012 ruderte sie zwar nicht im Achter, konnte aber mit ihrer Partnerin Camelia Lupașcu zwei weitere EM-Titel im Zweier-ohne sowie zwei EM-Bronzemedaillen im Doppelvierer gewinnen. Zu den Olympischen Spielen von London saß sie dann wieder im Achter und belegte Platz 4. Bei den Ruder-Europameisterschaften 2013 und 2014 folgten zwei weitere EM-Titel im Achter, und bei den Ruder-Weltmeisterschaften 2013 zwei Silbermedaillen im Achter und im Zweier ohne Steuerfrau.
Mit sieben EM-Titeln ist Albu eine der erfolgreichsten Teilnehmerinnen dieser Veranstaltung. Einen WM-Titel oder eine olympische Medaille konnte sie allerdings bisher nicht erreichen.
Albu startet für den Verein Olimpia Bukarest CS. Bei einer Körperhöhe von 1,83 m beträgt ihr Wettkampfgewicht rund 76 kg.